# Lindes och Nora domsaga
Lindes och Nora domsaga var en domsaga i Örebro län. Den bildades den 1 januari 1951 (enligt beslut den 14 oktober 1949) av Lindes domsaga och Nora tingslag av Nora domsaga (Karlskoga tingslag bildade Karlskoga domsaga) och Nora rådhusrätt (Nora stad ingick inte i första beslutet utan tillkom enligt beslut den 12 maj 1950). Domsagan upplöstes 1 januari 1971 genom tingsrättsreformen i Sverige, och domsagans verksamhet överfördes till Lindesbergs tingsrätt.
Domsagan lydde under Svea hovrätt.

## Härader
- Nora och Hjulsjö bergslag
- Grythytte och Hällefors bergslag
- Lindes och Ramsbergs bergslag
- Nya Kopparbergs bergslag
- Fellingsbro härad

## Tingslag
Det låg endast ett tingslag under domsagan.
- Lindes och Nora domsagas tingslag

## Häradshövdingar
- 1951–1964 Olof Ekecrantz
- 1964–1970 Bo Rydstedt